# Noud van Melis
Arnoldus Cornelius (Noud) van Melis (Eindhoven, 10 februari 1924 – Geldrop, 8 augustus 2001) was een Nederlands voetballer en international die uitkwam voor EVV Eindhoven, Rapid '54 en Rapid JC.

## Loopbaan

### Jeugdjaren
Zijn vader Andreas was sigarenmaker en caféhouder in het Eindhovense stadsdeel Tongelre. Hij groeide op in een gezin van zeven kinderen (vijf dochters, twee zoons). In zijn jeugdjaren voetbalde hij niet bij een vereniging. Na de lagere schooltijd ging hij intern bij de paters Assumptionisten in Boxtel waar hij zijn gymnasiumdiploma behaalde.

### Debuut na oorlog
Op zijn twintigste, in het oorlogsjaar 1944, meldde hij zich aan bij voetbalclub RKVV Tongelre. De voetbalcompetitie lag in het seizoen 1944/45 stil. Na de bevrijding van Eindhoven op 18 september 1944 kon Van Melis toch enkele wedstrijdjes spelen, zoals tegen Engelse militaire elftallen.
Bij de start van het eerste naoorlogse voetbalseizoen in november 1945, speelde hij zijn eerste officiële wedstrijden. Hij werd dat jaar met Tongelre kampioen in de derde klasse. Na zijn eerste volledige jaar als voetballer in clubverband, besloot hij de overstap naar EVV Eindhoven te maken. Bij EVV voetbalde zijn oom Toon Schampers met wie hij nog een seizoen samenspeelde voordat Schampers in 1947 naar Canada emigreerde.

### Topschutter
Bij zijn debuut voor EVV op 15 september 1946 liet hij zich meteen gelden. Hij scoorde drie doelpunten in de met 2-4 gewonnen uitwedstrijd tegen Bleijerheide.
Hij werd ieder jaar clubtopscorer en in het seizoen 1951/52 topschutter van Nederland met 33 doelpunten in 26 duels, voor Abe Lenstra (29 goals).   

### Landstitel
EVV werd in 1953 districtskampioen. In de strijd om het landskampioenschap eindigde EVV gelijk met RCH. Het kampioensduel op 18 juli 1953 in stadion De Kuip werd in de verlenging met 2-1 verloren. Een jaar later won EVV opnieuw de titel in de Eerste klasse. Van Melis liep op 21 maart 1954 tegen MVV een kaakfractuur op waardoor hij vier duels miste.
In de strijd om het landskampioenschap kwamen Van Melis en EVV aarzelend op gang. Na vier ronden stonden de vier deelnemers (DOS, DWS, EVV Eindhoven en PSV) in puntenaantal gelijk. EVV stond zelfs laatste vanwege het slechtste doelgemiddelde.
Van Melis trof in de eerste vier duels maar een keer doel. De vijfde wedstrijd, uit tegen PSV op 20 juni, was van groot belang. EVV won de derby met 0-4 en Van Melis zette met de eerste twee treffers zijn club op het goede spoor. Een week later op 27 juni werd voor eigen publiek de landstitel binnengehaald door DOS  met 3-1 te verslaan. Noud van Melis scoorde de drie Eindhovense doelpunten. Het was tevens zijn afscheidsduel want hij vertrok na de zomer naar de nieuwe profclub Rapid '54 die deelnam aan de 'wilde' competitie van de NBVB.  

### Nederlands elftal
Voor het Nederlands elftal speelde Van Melis dertien interlands waarin hij vijftien keer scoorde. Na de Tweede Wereldoorlog haalde niemand een hoger gemiddelde in Oranje. 
Hij debuteerde op 15 oktober 1950 in de uitwedstrijd tegen Zwitserland (7-5 verlies) met een doelpunt. In zijn eerste acht interlands scoorde hij twaalf keer. Hij was bij de Olympische Spelen 1952 in Helsinki maar kwam niet in actie in de enige wedstrijd tegen Brazilië die Nederland met 1-5 verloor. Jan van Roessel kreeg in dat duel als centrumspits de voorkeur.

### Rentree in Oranje
Drie jaar lang, tussen mei 1954 tot mei 1957, werd hij niet meer opgeroepen voor Oranje. In de tussentijd kwam hij wel tweemaal uit voor Nederland-B. Hij maakte zijn rentree op 26 mei 1957 in de uitwedstrijd tegen Oostenrijk. Dit was een kwalificatieduel voor het Wereldkampioenschap van 1958 in Zweden. Door twee doelpunten van Van Melis leidde Nederland halverwege met 0-2. Na de pauze moest Oranje in een hard duel de winst uit handen geven (3-2).  Hij speelde zijn laatste interland op 11 september 1957 uit tegen Luxemburg waarin hij eenmaal scoorde (2-5 zege). 

### Trainen bij Brabantia
Na de fusie tussen de voetbalbonden KNVB en NBVB ging Rapid '54 samen met Juliana verder als Rapid JC. Van Melis kende een lastig begin in Zuid-Limburg. Vooral de conditietrainingen vielen hem zwaar. Hij werkte overdag als boekhouder bij centrale verwarmingsindustrie Klima in Eindhoven. Hij was als Brabander een buitenstaander in het Zuid-Limburgse elftal dat voornamelijk uit mijnwerkers bestond. Met de clubleiding kwam hij overeen dat hij doordeweeks niet meer naar Kerkrade hoefde te reizen voor de trainingen. Hij oefende mee bij Brabantia waar zijn oud-clubgenoot Arend Koole de trainer was. Hij was niet de enige want ook andere Eindhovense voetballers die buiten de stad speelden, hielden bij Brabantia hun conditie op peil. Zoals Willy Schmidt van (Ajax), Ben Weenink (BVC Amsterdam), Piet Bakers (SHS) en Tini van Osch die voor NOAD uitkwam.  

### Kampioen met Rapid JC
In het laatste jaar voor de invoering van de Eredivisie in 1956 vormden de twee Hoofdklassen A en B het hoogste voetbalniveau. Rapid JC werd na Elinkwijk tweede in de Hoofdklasse B. Met de nummers een en twee (Sparta en NAC) uit de Hoofdklasse A streden de clubs om het landskampioenschap. NAC en Rapid JC eindigden samen bovenaan waardoor een beslissingswedstrijd nodig was. Die werd gespeeld op 14 juli 1956 in Stadion De Vliert in 's-Hertogenbosch. Rapid JC won met 3-0. Van Melis opende de score waarna Hub Bisschops met twee goals (3-0) de landstitel veiligstelde.
Rapid JC mocht deelnemen aan de Europacup I voor landskampioenen. In de eerste ronde werd de Limburgse club uitgeschakeld door Rode Ster Belgrado. De thuiswedstrijd op 3 november 1956 ging met 3-4 verloren. Vijf dagen later eindigde het uitduel ook in verlies (2-0).

### Terug naar Eindhoven
Hij voetbalde na het behalen van de landstitel in 1956 nog twee jaar met Rapid JC in de middenmoot van de Eredivisie. Daarna keerde hij op 34-jarige leeftijd terug bij EVV dat een jaar eerder was gedegradeerd naar de Eerste divisie. Na twee seizoenen beëindigde hij zijn voetballoopbaan.

### Vakbond en trainer
Hij werd bestuurlijk actief en was in 1960 betrokken bij de oprichting van de Vereniging van Contractspelers VVCS. Hij was de eerste penningmeester van de spelersvakbond met als voorzitter Theo Timmermans en secretaris Karel Jansen.
Hij werd ook trainer in het amateurvoetbal. Geldrop was in 1962 zijn eerste vereniging waar hij vijf seizoenen zou blijven.
Noud van Melis overleed op 77-jarige leeftijd in 2001. In het Jan Louwers Stadion van FC Eindhoven is een tribune naar hem vernoemd. 

## Clubstatistieken
| Seizoen         | Club            | Land            | Competitie            | Competitie | Competitie | Beker | Beker | Internationaal | Internationaal | Ned.kamp. | Ned.kamp. | Totaal | Totaal |
| Seizoen         | Club            | Land            | Competitie            | Wed.       | Dlp.       | Wed.  | Dlp.  | Wed.           | Dlp.           | Wed.      | Dlp.      | Wed.   | Dlp.   |
| --------------- | --------------- | --------------- | --------------------- | ---------- | ---------- | ----- | ----- | -------------- | -------------- | --------- | --------- | ------ | ------ |
| 1946/47         | EVV Eindhoven   | Nederland       | Eerste klasse Zuid II | 20         | 13         | –     | –     | –              | –              | –         | –         | 20     | 13     |
| 1947/48         | EVV Eindhoven   | Nederland       | Eerste klasse Zuid I  | 20         | 12         | –     | –     | –              | –              | –         | –         | 20     | 12     |
| 1948/49         | EVV Eindhoven   | Nederland       | Eerste klasse Zuid II | 20         | 17         | –     | –     | –              | –              | –         | –         | 20     | 17     |
| 1949/50         | EVV Eindhoven   | Nederland       | Eerste klasse Zuid II | 15         | 13         | –     | –     | –              | –              | –         | –         | 15     | 13     |
| 1950/51         | EVV Eindhoven   | Nederland       | Eerste klasse E       | 22         | 20         | –     | 0     | 0              | 0              | 0         | 0         | 22     | 20     |
| 1951/52         | EVV Eindhoven   | Nederland       | Eerste klasse C       | 26         | 33         | –     | 0     | 0              | 0              | 0         | 0         | 26     | 33     |
| 1952/53         | EVV Eindhoven   | Nederland       | Eerste klasse D       | 26         | 16         | –     | 0     | 0              | 0              | 8         | 2         | 34     | 18     |
| 1953/54         | EVV Eindhoven   | Nederland       | Eerste klasse D       | 22         | 15         | –     | 0     | 0              | 0              | 6         | 6         | 28     | 21     |
| 1954/55         | Rapid '54       | Nederland       | NBVB (afgebroken)     | 11         | 6          | –     | –     | 0              | 0              | 0         | 0         | 11     | 6      |
| 1954/55         | Rapid JC        | Nederland       | Eerste klasse C       | 22         | 14         | –     | –     | 0              | 0              | 0         | 0         | 22     | 14     |
| 1955/56         | Rapid JC        | Nederland       | Hoofdklasse B         | 34         | 24         | –     | –     | 0              | 0              | 8         | 4         | 42     | 28     |
| 1956/57         | Rapid JC        | Nederland       | Eredivisie            | 33         | 16         | 3     | 2     | 2              | 0              | 0         | 0         | 38     | 18     |
| 1957/58         | Rapid JC        | Nederland       | Eredivisie            | 29         | 15         | 2     | 0     | 0              | 0              | 0         | 0         | 31     | 15     |
| 1958/59         | EVV Eindhoven   | Nederland       | Eerste divisie A      | 27         | 9          | 1     | 0     | 0              | 0              | 0         | 0         | 28     | 9      |
| 1959/60         | EVV Eindhoven   | Nederland       | Eerste divisie B      | 22         | 7          | –     | 0     | 0              | 0              | 0         | 0         | 22     | 7      |
| Carrière totaal | Carrière totaal | Carrière totaal | Carrière totaal       | 349        | 230        | 6     | 2     | 2              | 0              | 22        | 12        | 379    | 244    |

## Erelijst
Eindhoven
| Nationaal     |    |         |
| Landskampioen | 1x | 1953/54 |

 Rapid JC
| Nationaal     |    |         |
| Landskampioen | 1x | 1955/56 |